# スイスチーズ

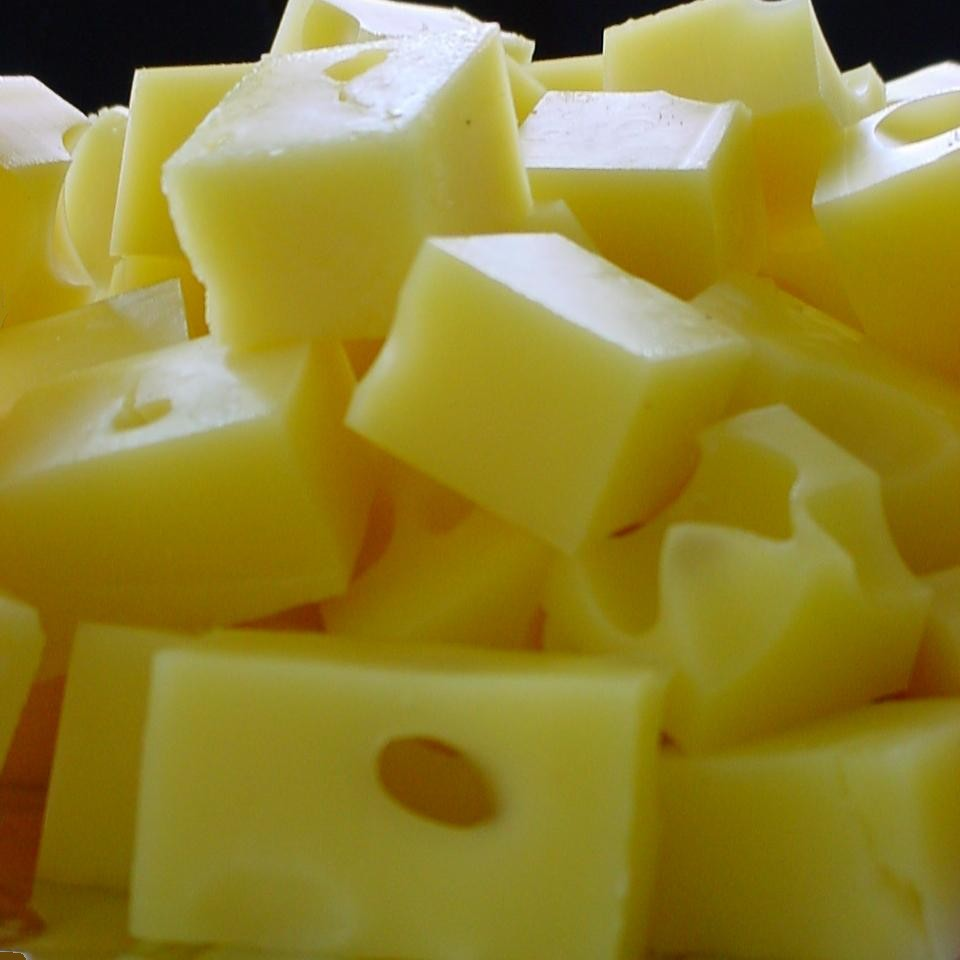
スイスチーズのブロック

スイスチーズ（英: Swiss cheese）は、エメンタールチーズに似たチーズのバリエーションを指す、主として北米の英語圏で使われる一般名称である。

## 概要
米国では農務省（USDA)、カナダでは食品検査庁（CFIA)がそれぞれ「スイスチーズ」の規格を定めている。スイスチーズは独特の外観を持ち、チーズの塊に穴が開いている。英語では、この穴のことを"eyes”（眼）と呼び、穴がないものは"blind"（盲）と呼ばれる。米国の規格では、味や穴の大きさなどによってスイスチーズのグレードが定められており、穴がまったく開いていないものは「スイスチーズ」と認められない。スイスチーズにはピリッとした辛味があるが、さほど強い風味ではない。
エメンタールチーズの生産には次の3種類のバクテリアが使われる。
- ストレプトコッカス・サーモフィルス (en)
- 乳酸菌（ラクトバシラス・ヘルベティカス (en) あるいはラクトバシラス・デルブレッキイ亜種ブルガリカス (en)）
- プロピオニバクテリウム（プロピオニバクテリウム・フリューデンレイッヒイ (en)）

チーズの生産段階の終盤で、プロピオニバクテリアは他のバクテリアから分泌された乳酸を消費し、酢酸塩とプロピオン酸と二酸化炭素を放出する。二酸化炭素は徐々に気泡を形成し、これが穴へと成長すると考えられてきた。その後の研究により、伝統的な乳搾りの際に用いられてきた昔ながらのバケツに残留していた干し草の微小片が穴を生じさせていたことが明らかとなった。酢酸塩とプロピオン酸は、スイスチーズに木の実のような甘い香りを与える。
一般に、スイスチーズは穴が大きいほど香りも高くなる。発酵期間が長いほどバクテリアもそれだけ活動するためであるが、この発酵によって大きな穴を持ったチーズはスライスが難しく、スライサーを使うとバラバラになるという問題も生じる。米国では、製造業界から仕様緩和を求める声があがり、農務省がグレードAに必要な穴の大きさを従来の「最低11/16インチ（約1.7cm）」から「最低3/8インチ（約9.5mm）、最大11/16インチ」に改めた。
Baby Swiss と Lacy Swiss Cheese の2つは、アメリカのスイスチーズの亜種である。いずれも小さな穴とまろやかな風味がある。Baby Swiss は全乳から、Lacy Swiss は低脂肪乳から作られる。
アメリカ合衆国で最大のスイスチーズ工場はオハイオ州ブルースター (en) にある Brewster Dairy である。